# 埃庫馬河
埃庫馬河（Ekuma River）是非洲南部的河流，位於納米比亞境內，是注入埃托沙鹽湖的三大河流之一，河道全長約250公里，該河在雨季時流動，在旱季時河水乾涸。

## 外部連結
- world wide life （页面存档备份，存于）
- Ekuma river